# Radko Gudas
Radko Gudas (né le 5 juin 1990 à Prague en Tchécoslovaquie) est un joueur professionnel tchèque de hockey sur glace. Il joue au poste de défenseur. Il est le fils de Leo Gudas.

## Biographie

### Carrière junior
Formé au HC Kladno, il découvre l'Extraliga en 2009. Il est sélectionné en vingtième position par les Silvertips d'Everett lors de la sélection européenne 2009 de la Ligue canadienne de hockey.  
Il part alors en Amérique du Nord et débute dans la Ligue de hockey de l'Ouest lors de la saison 2009-2010. Gudas dispute son premier match dans la LHOu le 18 septembre 2009, dans une défaite 4-3 contre les Thunderbirds de Seattle. Il inscrit son premier but lors du match suivant dans une victoire 4-2 contre les Giants de Vancouver. Lors de la saison, il est sélectionné sur la deuxième équipe des étoiles de la conférence de l'ouest. Gudas termine sa saison recrue dans la LHOu avec 7 buts, 30 aides et 151 minutes de punitions en 65 parties. Les Silvertips ont terminé 2e dans la division U.S avec un bilan de 46 victoires, 21 défaites, 3 défaites en prolongation et 2 défaites en fusillade. Lors des séries éliminatoires, ils affrontent les Rockets de Kelowna au premier tour. Les Silvertips remportent les deux premiers matchs de la série, mais les Rockets emportent les deux matchs suivants. Lors du cinquième match, Everett blanchi les Rockets par la marque de 4-0 et sont à un match d'éliminer les Rockets. Les Rockets gagnent les deux matchs suivants par la marque de 5-4 et 2-1 et éliminent les Silvertips en 7 parties. Gudas termine la série avec 2 aides et 4 minutes de punitions en 3 parties. Lors du repêchage d'entrée dans la LNH 2010, il est repêché au troisième tour, en soixante-sixième choix au total par le Lightning de Tampa Bay. 

### Lightning de Tampa Bay (2010-2015)

#### Saison 2010-2011: Première saison chez les pros
Le 9 août 2010, il signe un contrat d'entrée avec le Lightning. Il passe alors professionnel en 2010-2011, avec les Admirals de Norfolk, club ferme du Lightning dans la Ligue américaine de hockey. Il joue son premier match chez les pros le 9 octobre 2010 dans une victoire 7-4 contre les Senators de Binghamton. Il obtient son premier point sur un but de Michael Angelidis, lors du match suivant, le 20 octobre 2010, dans une victoire 5-1 contre les Whale du Connecticut. Le 11 décembre 2010, Gudas inscrit son premier but, le but gagnant du match, chez les pros dans une victoire 7-4 contre les Penguins de Wilkes-Barre/Scranton. Mark Barberio et Paul Szczechura récoltent les passes sur le but. Il termine sa saison recrue dans la LAH avec 4 buts, 13 aides et 165 minutes de pénalités en 76 matchs. Au total, lors de sa saison recrue, il s'est battu un total de 16 fois. Les Admirals termine la saison en tête de la Division nord et se qualifient pour les séries éliminatoires pour la première fois depuis la saison 2006-2007. Lors du premier tour des séries éliminatoires, les Admirals affrontent les champions de la saison régulière, les Penguins de Wilkes-Barre/Scranton. Les Admirals remportent les deux premiers matchs de la série. Par la suite, les Penguins remportent les quatre matchs suivants, et les Admirals sont vaincus en première ronde en 6 parties. Gudas termine la série avec aucun point et 7 minutes de pénalités. 

#### Saison 2011-2012: Vainqueur de la Coupe Calder
En 2011-2012, à sa deuxième saison dans la LAH, Gudas connait une augmentation de régime avec une récolte de 7 buts, 13 aides et 195 minutes de pénalités en 73 matchs. Les Admirals battent le record du hockey professionnel de la plus longue séquence de victoires avec 28 victoires consécutives. Les Admirals ont aussi terminé premier dans la ligue avec 55 victoires, 18 défaites, 1 défaite en prolongation et 2 défaites en fusillade. Lors du premier tour des séries éliminatoires, les Admirals battent les Monarchs de Manchester en 4 parties. Lors du tour suivant, les Admirals battent les Whale du Connecticut en 6 parties. En finale de conférence, ils balayent les IceCaps de Saint-Jean en 4 parties et accèdent à la finale pour la première fois de leur histoire. En finale, les Admirals balayent les Marlies de Toronto et mettent la main sur la Coupe Calder, remis annuellement aux champions des séries éliminatoires dans la Ligue américaine de hockey, pour la première fois de leur histoire. 

#### Saison 2012-2013: Premiers pas dans la LNH
Gudas commence la saison 2012-2013 dans la LAH avec le Crunch de Syracuse, club ferme du Lightning dans la Ligue américaine de hockey. Par la suite, après 57 parties dans la ligue américaine, le 11 mars 2013, Gudas est rappelé par le Lightning. Le lendemain, le 12 mars 2013, il joue son premier match dans la Ligue nationale de hockey chez les Panthers de la Floride. Il inscrit son premier but dans la LNH face aux Maple Leafs de Toronto le 20 mars 2013, et réalise aussi un tour du chapeau à la Gordie Howe. Il termine la saison  2012-2013 avec le Lightning et obtient une récolte de 2 buts, 3 aides et 38 minutes de pénalités. Lors des séries éliminatoires, il rejoint le Crunch de Syracuse. En première ronde, Gudas et son équipe balayent les Pirates de Portland en 3 parties. Lors du tour suivant, le Crunch réservent le même sort aux Falcons de Springfield et les balayent en 4 parties. En finale d'association, ils battent les Penguins de Wilkes-Barre/Scranton et mettent la main sur le trophée Richard-F.-Canning, remis au vainqueur de l'association de l'est, pour une deuxième année consécutive. Leur parcours s'arrête tout de fois en finale lorsqu'ils se font battre par les Griffins de Grand Rapids en 6 parties. Gudas termine les séries éliminatoires avec 2 buts, 1 aide et 34 minutes de punition en 12 parties.

#### Saison 2013-2014: Première saison complète dans la LNH
En 2013-2014, Gudas dispute sa première saison complète dans la LNH avec le Lightning. Il obtient une récolte de 3 buts, 19 aides et 152 minutes de punitions. Avec ces 152 minutes de punition, il fut classé au 6e rang dans la ligue aux chapitres des minutes de punition. Le Lightning termine à la deuxième position de la Division Atlantique avec un bilan de 46 victoires, 27 défaites et 9 défaites en prolongations et se qualifient pour les séries éliminatoires pour la première fois depuis la saison 2010-2011. Lors des séries éliminatoires, le Lightning est balayé par les Canadiens de Montréal en 4 parties lors du premier tour. Gudas termine les éliminatoires avec 1 aide et 9 minutes de punitions en 3 parties.  

### Flyers de Philadelphie (2015-2019)
Le 2 mars 2015, à la date limite des transactions, Gudas est échangé avec un choix de premier et troisième tour lors du repêchage de 2015 de la LNH aux Flyers de Philadelphie en retour de l'attaquant Braydon Coburn. Il fait ses débuts avec les Flyers le 12 octobre 2015, dans un gain 1-0 contre les Panthers de la Floride. Il termine sa première saison à Philadelphie avec 5 buts, 9 aides et 116 minutes de punitions en 76 parties. Ses 116 minutes de punitions le positionnent à la deuxième position des joueurs les plus punis de son équipe, derrière Wayne Simmonds, qui a récolté 147 minutes de punitions. Les Flyers ont terminé cinquième dans la division métropolitaine et se qualifient de justesse en séries avec un bilan de 41 victoires, 27 défaites et 14 défaites en prolongation.

### Capitals de Washington (2019-2020)
Le 14 juin 2019, Gudas est échangé aux Capitals de Washington en retour du défenseur Matt Niskanen. En raison de la pandémie de COVID-19, la saison régulière est arrêtée. Gudas termine la saison 2019-2020 avec 2 buts, 13 aides et 40 minutes de punition en 63 parties. En séries éliminatoires, les Capitals se font éliminer par les Islanders de New York en 5 parties. Gudas termine les séries avec 2 aides et 2 minutes de punitions. 

### Panthers de la Floride (Depuis 2020)
En tant qu'agent libre, Gudas signe, le jour de l'ouverture des agents libres, un contrat de trois ans et 7,5 millions de dollars avec les Panthers de la Floride le 9 octobre 2020.

### Carrière internationale
Il représente la République tchèque au niveau international. Il prend part aux sélections jeunes.

## Statistiques

### En club
| Saison     | Équipe                 | Ligue      |     | Saison régulière | Saison régulière | Saison régulière | Saison régulière | Saison régulière |   | Séries éliminatoires | Séries éliminatoires | Séries éliminatoires | Séries éliminatoires | Séries éliminatoires |
| Saison     | Équipe                 | Ligue      | PJ  | B                | A                | Pts              | Pun              | PJ               | B | A                    | Pts                  | Pun                  |                      |                      |
| 2006-2007  | HC Berounští Medvědi   | 1. liga    | 9   | 0                | 1                | 1                | 6                | -                | - | -                    | -                    | -                    |                      |                      |
| 2007-2008  | HC Kladno              | Extraliga  | -   | -                | -                | -                | -                | 1                | 0 | 0                    | 0                    | 0                    |                      |                      |
| 2007-2008  | HC Berounští Medvědi   | 1. liga    | 35  | 0                | 4                | 4                | 61               | -                | - | -                    | -                    | -                    |                      |                      |
| 2008-2009  | HC Kladno              | Extraliga  | 7   | 0                | 1                | 1                | 8                | -                | - | -                    | -                    | -                    |                      |                      |
| 2008-2009  | HC Berounští Medvědi   | 1. liga    | 21  | 0                | 3                | 3                | 74               | -                | - | -                    | -                    | -                    |                      |                      |
| 2009-2010  | Silvertips d'Everett   | LHOu       | 65  | 7                | 30               | 37               | 151              | 3                | 0 | 2                    | 2                    | 4                    |                      |                      |
| 2010-2011  | Admirals de Norfolk    | LAH        | 76  | 4                | 13               | 17               | 165              | 6                | 0 | 0                    | 0                    | 7                    |                      |                      |
| 2011-2012  | Admirals de Norfolk    | LAH        | 73  | 7                | 13               | 20               | 195              | 16               | 0 | 3                    | 3                    | 14                   |                      |                      |
| 2012-2013  | Crunch de Syracuse     | LAH        | 57  | 4                | 16               | 20               | 207              | 12               | 2 | 1                    | 3                    | 34                   |                      |                      |
| 2012-2013  | Lightning de Tampa Bay | LNH        | 22  | 2                | 3                | 5                | 38               | -                | - | -                    | -                    | -                    |                      |                      |
| 2013-2014  | Lightning de Tampa Bay | LNH        | 73  | 3                | 19               | 22               | 152              | 3                | 0 | 1                    | 1                    | 9                    |                      |                      |
| 2014-2015  | Lightning de Tampa Bay | LNH        | 31  | 2                | 3                | 5                | 34               | -                | - | -                    | -                    | -                    |                      |                      |
| 2015-2016  | Flyers de Philadelphie | LNH        | 76  | 5                | 9                | 14               | 116              | 6                | 0 | 0                    | 0                    | 18                   |                      |                      |
| 2016-2017  | Flyers de Philadelphie | LNH        | 67  | 6                | 17               | 23               | 93               | -                | - | -                    | -                    | -                    |                      |                      |
| 2017-2018  | Flyers de Philadelphie | LNH        | 70  | 2                | 14               | 16               | 83               | 6                | 0 | 0                    | 0                    | 9                    |                      |                      |
| 2018-2019  | Flyers de Philadelphie | LNH        | 77  | 4                | 16               | 20               | 63               | -                | - | -                    | -                    | -                    |                      |                      |
| 2019-2020  | Capitals de Washington | LNH        | 63  | 2                | 13               | 15               | 40               | 5                | 0 | 2                    | 2                    | 2                    |                      |                      |
| 2020-2021  | Panthers de la Floride | LNH        | 54  | 2                | 9                | 11               | 40               | 6                | 1 | 1                    | 2                    | 4                    |                      |                      |
| 2021-2022  | Panthers de la Floride | LNH        | 77  | 3                | 13               | 16               | 105              | 10               | 0 | 2                    | 2                    | 6                    |                      |                      |
| 2022-2023  | Panthers de la Floride | LNH        | 72  | 2                | 15               | 17               | 79               | 21               | 0 | 3                    | 3                    | 34                   |                      |                      |
| 2023-2024  | Ducks d'Anaheim        | LNH        | 66  | 6                | 12               | 18               | 128              | -                | - | -                    | -                    | -                    |                      |                      |
| Totaux LNH | Totaux LNH             | Totaux LNH | 682 | 33               | 131              | 164              | 843              | 57               | 1 | 9                    | 10                   | 82                   |                      |                      |

### En équipe nationale
| Année | Équipe                 | Compétition                     |    | PJ | B | A | Pts | Pun | +/-                                    |  | Résultat |
| 2008  | République tchèque U18 | Championnat du monde -18 ans D1 | 5  | 1  | 1 | 2 | 12  | +6  | 1re place du groupe A (promu en élite) |  |          |
| 2009  | République tchèque U20 | Championnat du monde junior     | 6  | 2  | 1 | 3 | 8   | -1  | 6e place                               |  |          |
| 2010  | République tchèque U20 | Championnat du monde junior     | 6  | 0  | 2 | 2 | 14  | +2  | 7e place                               |  |          |
| 2014  | République tchèque     | Jeux olympiques                 | 3  | 0  | 0 | 0 | 4   | -1  | 6e place                               |  |          |
| 2017  | République tchèque     | Championnat du monde            | 8  | 2  | 1 | 3 | 6   | -1  | 7e place                               |  |          |
| 2018  | République tchèque     | Championnat du monde            | 8  | 0  | 2 | 2 | 4   | +6  | 7e place                               |  |          |
| 2019  | République tchèque     | Championnat du monde            | 10 | 1  | 3 | 4 | 8   | +10 | 4e place                               |  |          |
| 2024  | Tchéquie               | Championnat du monde            | 10 | 0  | 1 | 1 | 16  | +7  | médaille d'or                          |  |          |

## Trophées et honneurs personnels

### Ligue de hockey de l'Ouest
- 2009-2010 : nommé dans la deuxième équipe d'étoiles de l'Ouest

### Ligue américaine de hockey
- 2012 : participe au match des étoiles avec l'association de l'Est